# Tonjong (Tajur Halang)
Tonjong is een bestuurslaag in het regentschap Bogor van de provincie West-Java, Indonesië. Tonjong telt 9376 inwoners (volkstelling 2010).